# 塞迪讷塞
塞迪讷塞（德語：Seddiner See，意为“塞丁的湖”，得名于大塞丁湖）是德国勃兰登堡州的一个市镇，隶属于波茨坦-米特尔马克县。总面积为23.96平方千米，截至2020年总人口为4551人。